# Museu Forte do Presépio
1° 27' 42.7932" S 48° 30' 22.3776" O
O Museu Forte do Presépio é um museu histórico brasileiro em Belém, Pará, inaugurado em 2002. Faz parte do Forte do Presépio, a primeira construção colonial da cidade, datada de 1616 e tombada pelo IPHAN desde 1962.

## Histórico
O processo de transformação da antiga fortaleza num espaço museológico foi iniciada em 1999, dentro do Projeto Feliz Luzitânia, e se estenderam até 2002. Entre outras considerações, levantou-se um debate entre os arqueólogos e a equipe responsável pelo aspecto estético e arquitetônico do espaço, sobre a conservação de uma muralha que separava a rua da fortificação. Embora os arqueólogos tivessem sido contrários a derrubada do muro, construído em 1859, a equipe de arquitetura teve a palavra final com o argumento de que a construção impedia a visão plena do forte. Finalmente, após vários adiamentos obtidos por via judicial, a muralha foi posta abaixo entre novembro e dezembro de 2002, restando apenas o pórtico de entrada ladeado por alguns centímetros de muro.
Durante o período de preparação do espaço museológico, foram realizadas escavações na área e no entorno da fortaleza, as quais permitiram identificar diversas estruturas acrescentadas à construção por reformas efetuadas ao longo de quatro séculos, como os alicerces da Capela de Santo Cristo, datada de 1640 e que se manteve de pé até fins do século XVII; resquícios das fundações da Casa da Pólvora; pisos em tijolo e pedra, e os restos de quatro rampas de acesso que conduziam ao pavimento onde estavam instalados os canhões.

## Características
O museu consiste em dois circuitos: o externo, o "Sítio Histórico da Fundação de Belém", composto pela própria fortificação e seu equipamento militar, e o interno, o "Museu do Encontro", cujo acervo inclui artefatos dos povos indígenas do Brasil e outros encontrados em escavações efetuadas no próprio local ou no seu entorno.

## Acervo
O acervo do museu é composto por mais de 100 mil artefatos, que incluem peças de faiança portuguesa e inglesa, garrafas, fragmentos de armas, botões de uniformes e moedas, inclusive uma de ouro. Os arqueólogos também encontraram peças de cerâmica tapajônica, que podem ter cerca de 6 mil anos, e outras mais recentes, produzidas pelos marajoaras, entre 1600 e 600 anos atrás.

## Visitação
O museu pode ser visitado de terça a domingo, das 9h às 17:00h.